# Howardina grabhami
Howardina grabhami is een muggensoort uit de familie van de steekmuggen (Culicidae). De wetenschappelijke naam van de soort is voor het eerst geldig gepubliceerd in ja door Berlin 1969.